# Attagenus apicalis
Attagenus apicalis es una especie de coleóptero de la familia Dermestidae.

## Distribución geográfica
Habita en Eritrea y Arabia Saudita.